# Генріх XIII Ройсс-Кестріцький
Принц Генріх XIII Ройсс-Кестріцький (нім. Heinrich XIII. Prinz Reuß zu Köstritz; 18 вересня 1830, Кліпгаузен — 3 січня 1897) — німецький воєначальник, генерал кінноти Прусської армії.

## Біографія
Представник давнього знатного роду Ройсс. Він був восьмою дитиною принца Генріха LXIII Ройсс-Кестріцького (1786—1841) та його другої дружини Кароліни, уродженої фон Штольберг-Вернігероде. Його старшим братом був посол принц Генріх VII Ройсс-Кестріцький (1825—1906), також член прусської Палати панів. Генріх XIII одружився з вдовою свого брата Генріха XII, графинею Анною Кароліною фон Гохберг (1839—1916), донькою члена Палати панів Ганса Генріха фон Гохберга, князя Плесського (1806—1855) та Іди фон Штехов-Коцен (1811—1843). Шлюб залишився бездітним.
Свою офіцерську кар'єру Генріх розпочав у 1849 році в 12-му гусарському полку Прусської армії. Того ж року брав участь в облозі Раштата під час придушення Баденської революції. У 1873 році призначений ад'ютантом імператора Вільгельма I. З 3 лютого по 12 травня 1880 року недовго був командиром 29-ї кавалерійської бригади, а потім очолив 11-ту кавалерійську бригаду. У 1885 році отримав звання генерал-лейтенанта, а наступного року став командиром 14-ї дивізії в Дюссельдорфі. 10 липня 1888 року звільнений на пенсію з правом носіння мундира. 27 січня 1890 року отримав звання генерала кінноти запасу.
У 1890 році імператор Вільгельм II призначив принца членом Палати панів Пруссії.

## Нагороди
- Залізний хрест 2-го класу
- Орден Святого Йоанна (Бранденбург), лицар справедливості
- Орден Корони (Пруссія) 1-го класу
- Королівський орден дому Гогенцоллернів, командорський хрест
- Орден Білого Сокола, великий хрест
- Орден дому Саксен-Ернестіне, великий хрест
- Орден Вендської корони, великий хрест
- Хрест «За вислугу років» (Пруссія) (25 років)
- Орден Святого Станіслава (Російська імперія)
- Орден Меча, великий хрест (Шведсько-норвезька унія)
- Орден Данеброг, великий хрест (Данія)
- Орден Корони Румунії, великий хрест
- Орден Червоного орла, великий хрест з дубовим листям (21 вересня 1896)